# 윌리엄 H. 라이커
윌리엄 해리슨 라이커(William Harrison Riker, 1920년 9월 22일 ~ 1993년 6월 26일)는 게임 이론과 수학 을 정치 과학에 적용한 것으로 유명한 미국의 정치 과학자이다. 그는 로체스터 대학교를 정치학의 행동 혁명 센터로 설립하는 데 도움을 주었다.
라이커는 1920년 9월 22 일 아이오와주 디모인에서 태어났다. 그는 아내 Mary Elizabeth와 사이에 4명의 자녀, 2명의 아들과 2명의 딸을 낳았다. 1942년 인디애나의 드포 대학교에서 경제학 학사 학위를 받았고 1948년 하버드 대학교에서 박사 학위를 받았다. DePauw에서 학생일 때 그는 Delta Kappa Epsilon 형제회에 입문했다. 박사 학위를 받기 전에 라이커는 RCA (당시 Radio Corporation of America)에서 시간과 움직임 분석가로 일했다.

라이커는 위스콘신주 애플턴에 있는 로렌스 대학 (당시 로렌스 대학)에서 교수직을 맡아 1962년에 그는 로체스터 대학교 정치학과의 학과장이 되어 1977년까지 그 자리를 지켰고 사망할 때까지 활동했다.
라이커는 1974년 국립 과학 아카데미 회원으로 선출되었다.
라이커는 게임 이론과 사회 선택 이론의 공리적 방법을 정치 과학에 도입한 현재 주류 인 실증 정치 이론 분야를 설립했다. 라이커는 또한 정치의 수학적 모델에 경제 이론을 적용하는 작업으로 합리적 선택 이론의 창시자로 인정받고 있다.
다른 공헌들 중에서 라이커는 연방주의의 이론과 역사, 그리고 그가 " 이단주의 "라고 부른 것에 대한 작업으로 유명하다. 다수결의 불안정성은 민주주의에 대한 "포퓰리즘적" 해석이 민중의 집단적 의지를 이행하는 것은 지지할 수 없음을 의미한다고 주장했다. 대신 민주주의 지도자들은 서로 다른 연합을 구축하는 것을 목표로 삼았다. 성공적인 연립 구축의 일부는 유권자 블록이 신속하게 충성을 변경하는 선거 재조정을 일으킬 수 있다.
소수자들의 이익을 위한 정치적 연합과 관련하여 라이커는 연합이 클수록 수명이 짧아진다고 주장했다.

## 메모
1. ↑   (영어), Springer US https://doi.org/10.1007/978-0-306-47828-4_28 |제목=이(가) 없거나 비었음 (도움말)
2. 1 2 3  Cohn, Jonathan (1999년 10월 25일). “Irrational Exuberance”. 《The New Republic》. ISSN 0028-6583. 2021년 11월 3일에 확인함.
3. ↑  Amadae, S. M.; Bueno De Mesquita, Bruce (1999). “THE ROCHESTER SCHOOL: The Origins of Positive Political Theory”. 《Annual Review of Political Science》 2: 269–295. doi:10.1146/annurev.polisci.2.1.269.
4. ↑  Aldrich, John (2003). 〈William H. Riker〉. 《The Encyclopedia of Public Choice》. 321쪽. doi:10.1007/978-0-306-47828-4_28. ISBN 978-0-7923-8607-0.
5. ↑  《The Mirage》. Greencastle, IN: DePauw University. 1942. 67쪽.
6. ↑  Munro, André. “William H. Riker”. 《Britannica》. 2021년 1월 25일에 확인함.
7. ↑  Eamonn Butler (2012). 《Public Choice—A Primer》 (PDF) (PDF). London: Institute of Economic Affairs. 36쪽.
8. ↑  Roskin, Michael G. “Political science”. 2021년 1월 25일에 확인함.
9. ↑  Eamonn Butler, Public Choice: A Primer, London: Institute of Economic Affairs, 2012, p. 63

## 같이 보기
- 뒤베르제의 법칙